# Meerbeck
Meerbeck er en by og kommune i det nordvestlige Tyskland med 1933 indbyggere (2018-12-31), beliggende i den sydvestlige del af Samtgemeinde Niedernwöhren under Landkreis Schaumburg. Denne landkreis ligger i den nordlige del af delstaten Niedersachsen.

## Geografi
Kommunen er beliggende syd for Schaumburger Wald omkring fire kilometer nordvest for landkreisens administrationsby Stadthagen. Mittellandkanalen krydser kommunen langs den sydøstlige side af Schaumburger Wald.

### Nabokommuner
Meerbeck grænser (med uret fra nord) op til kommunerne Wiedensahl, Niedernwöhren og Nordsehl, byen Stadthagen med bydelene Enzen og Hobbensen, kommunen Hespe samt byen Petershagen i delstaten Nordrhein-Westfalen.

### Inddeling
I kommunen, der i 1974 blev en del af Samtgemeinde Niedernwöhren, finder man (ud over Meerbeck) landsbyerne Volksdorf og Kuckshagen.